# Elisabeth Erdmann-Macke
Elisabeth Erdmann-Macke, född Elisabeth Gerhardt den 11 maj 1888 i Bonn, död 17 mars 1978 i Berlin, var en tysk författare och konstnärsmodell. 
Hon var gift med den expressionistiske målaren August Macke från 1909 och till hans död i första världskriget 1914 och därefter med den tyske journalisten Lothar Erdmann från 1916 och till hans död 1939 i koncentrationslägret Sachsenhausen. 
Under det korta äktenskapet med August Macke porträtterade han henne cirka 200 gånger. Deras gemensamma hem i Bonn, August-Macke-Haus, är idag ett museum. Hon var bosatt där 1911–1925 och 1948–1975. Under perioden 1925–1948, och även efter 1975, var hon bosatt i Berlin och huset i Bonn var då uthyrt.  
Erdmann-Macke gav 1962 ut Erinnerung an August Macke, en biografi över sin första man. På 1970-talet nedtecknade Erdmann-Macke sina minnen av möten med framstående konstnärer såsom Robert och Sonia Delaunay, Lyonel Feininger, Paul Hindemith, Wassily Kandinsky, Paul Klee, Franz Marc, Herwarth Walden och Mary Wigman. Verket publicerades 2009 under titeln Begegnungen.   

## Porträtt
Elisabeth Erdmann-Macke porträtteras i talrika oljemålningar av August Macke. 

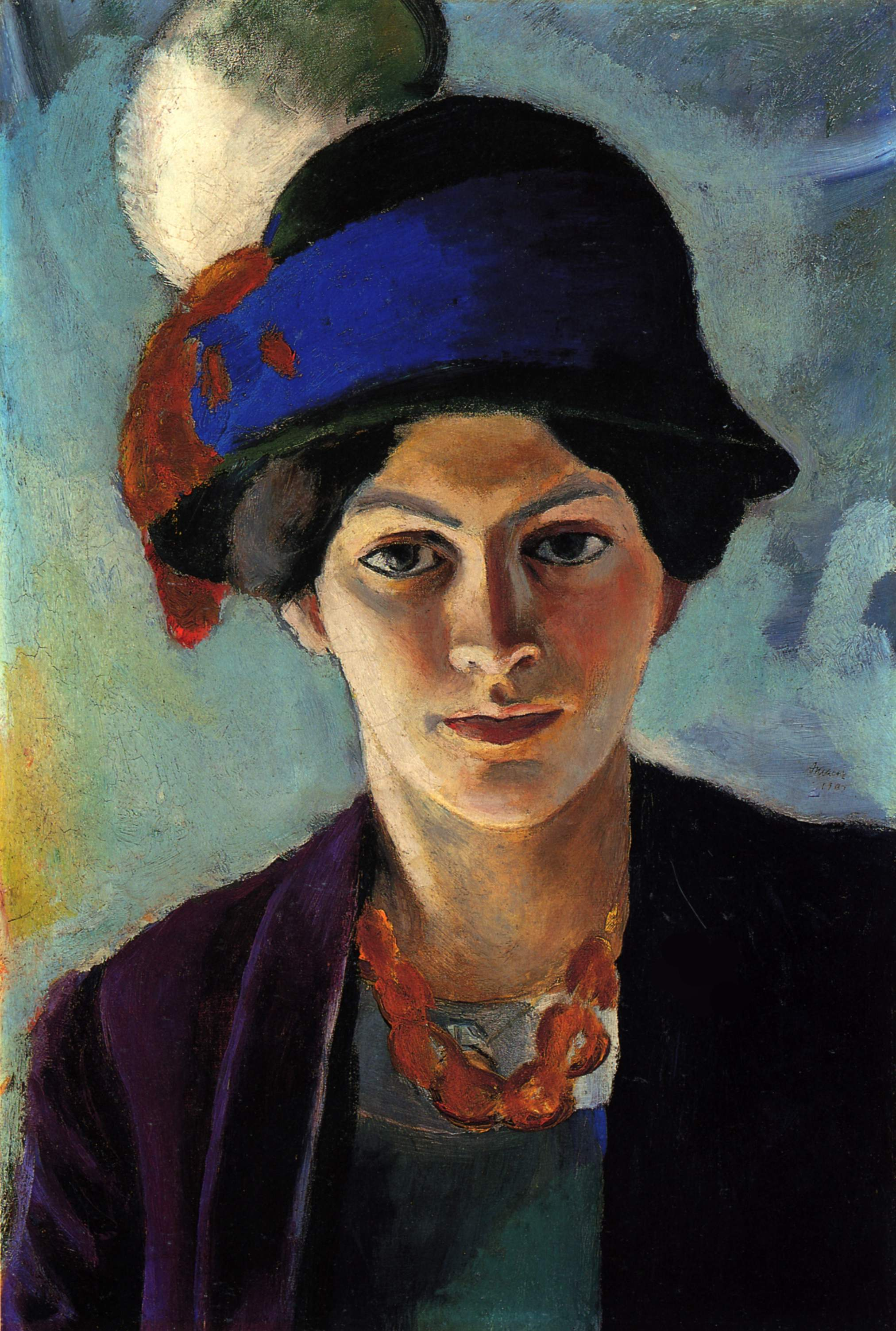
Porträt der Frau des Künstlers mit Hut (1909), LWL-Museum für Kunst und Kultur i Münster.
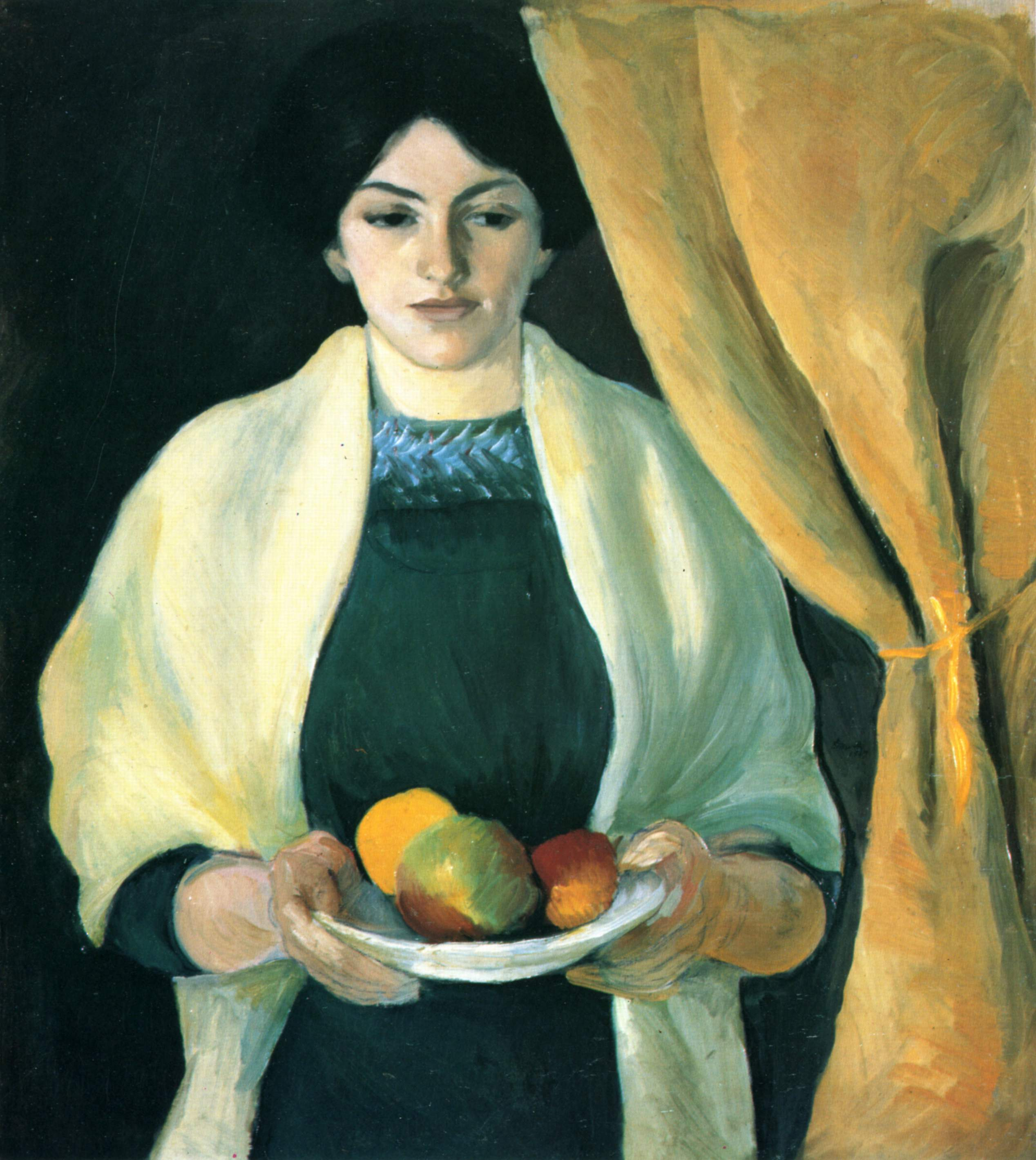
Porträtt med äpplen (1909), Städtische Galerie im Lenbachhaus
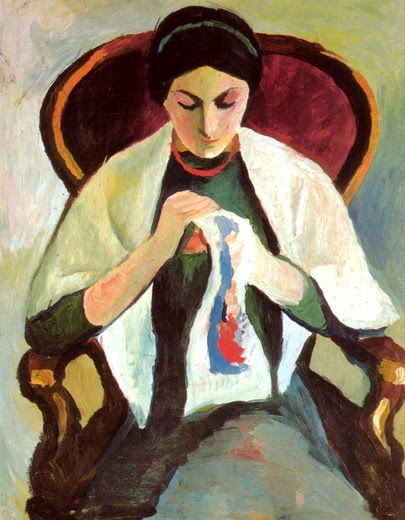
Stickende Frau (1909).
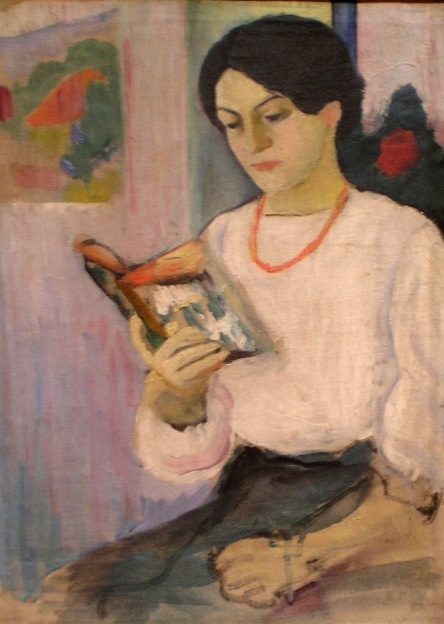
Weinachten (Elisabeth Macke) (cirka 1909)
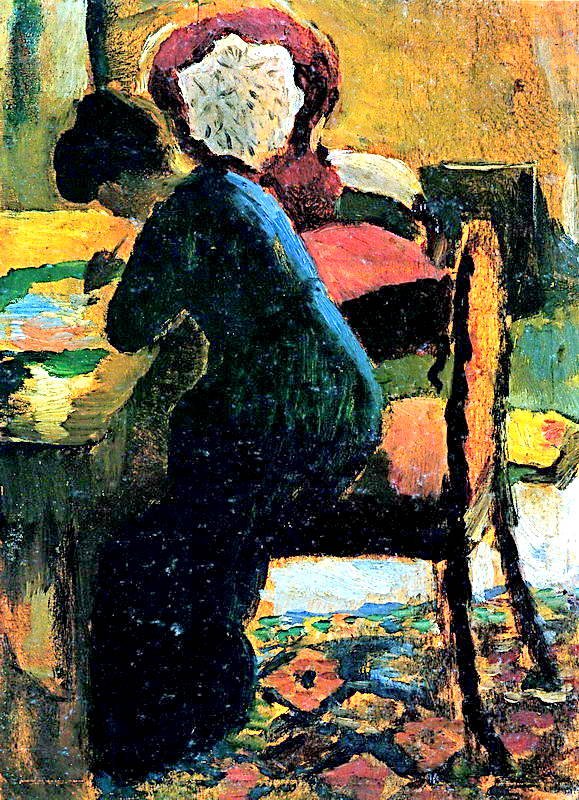
Elisabeth vid bordet (1909), privat samling.
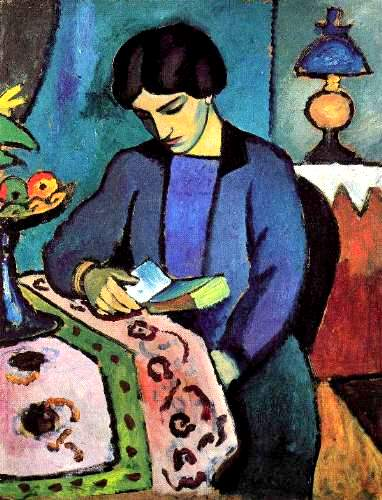
Konstnärens hustru (cirka 1910).
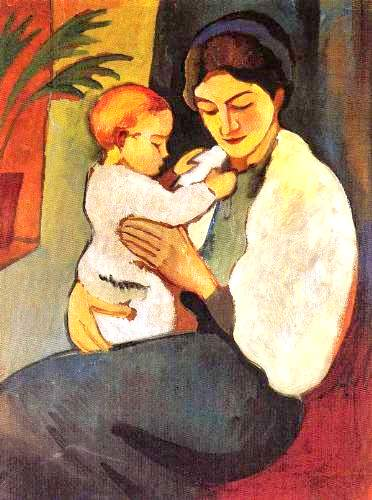
Mor och dotter (cirka 1910).
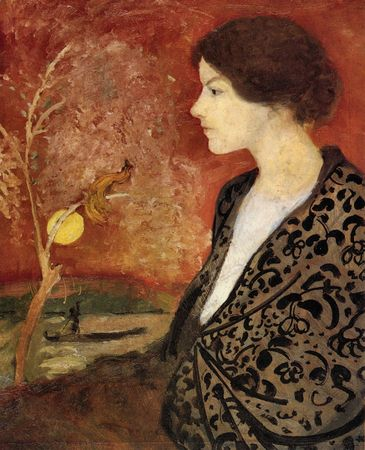
Porträtt av konstnärens hustru i månsken, (cirka 1910).
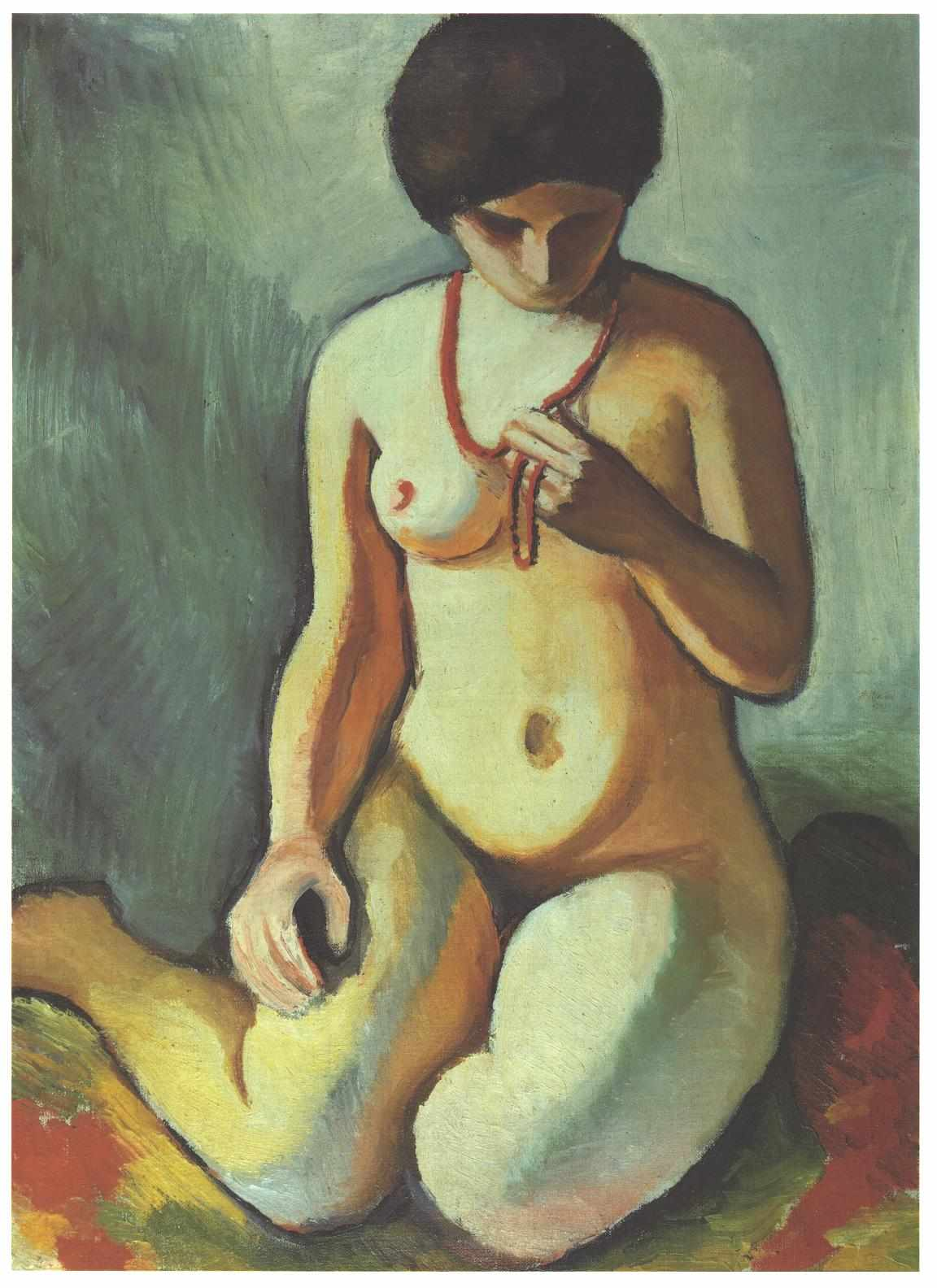
Akt mit Korallenkette (1910).
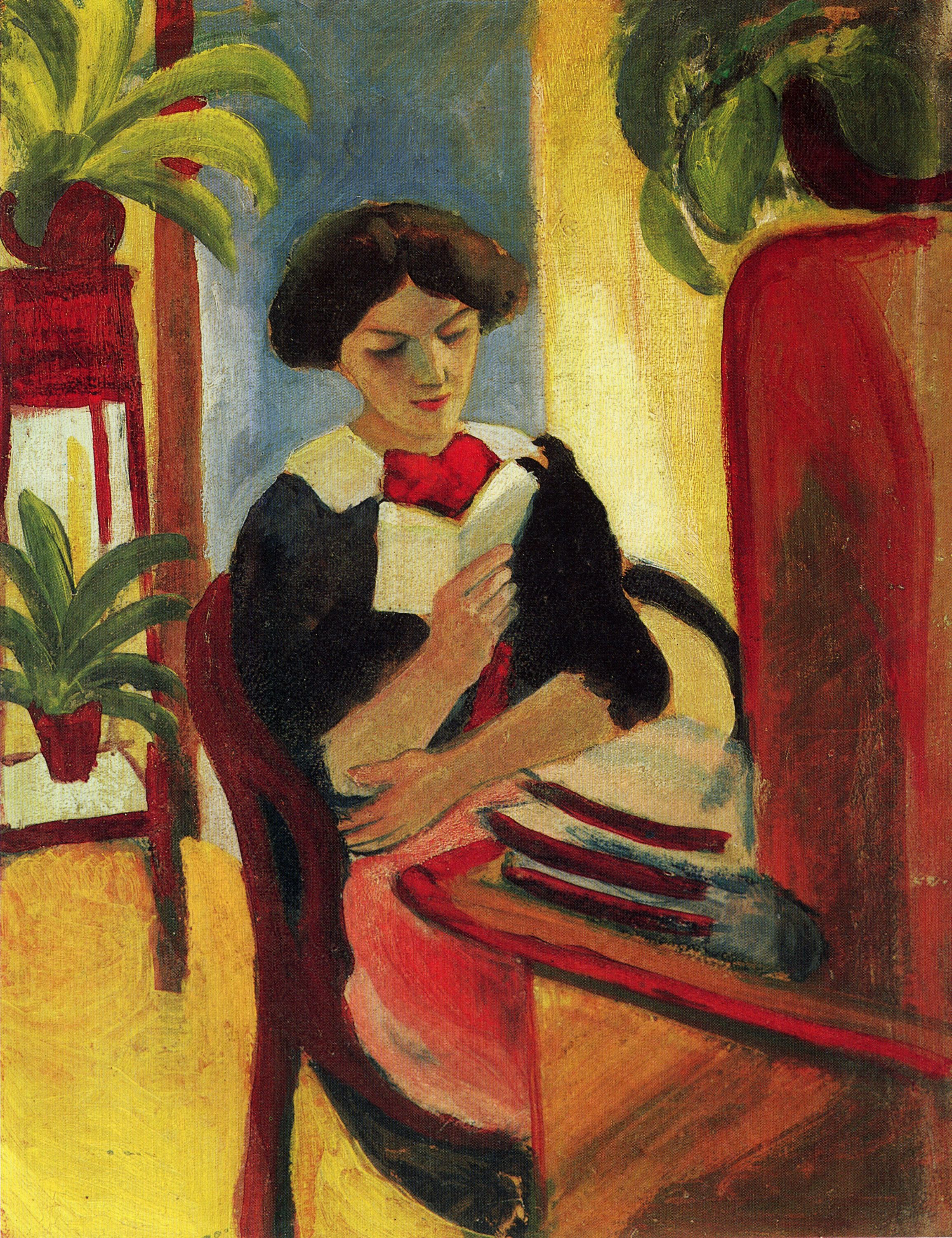
Elisabeth läser (1911), Museum Pfalzgalerie Kaiserslautern.
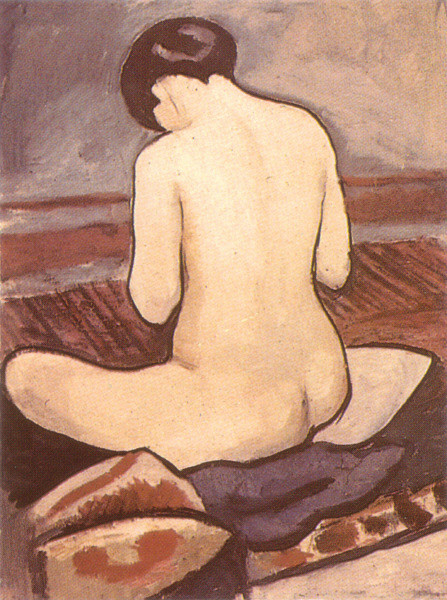
Sitzender Akt mit Kissen (1911).
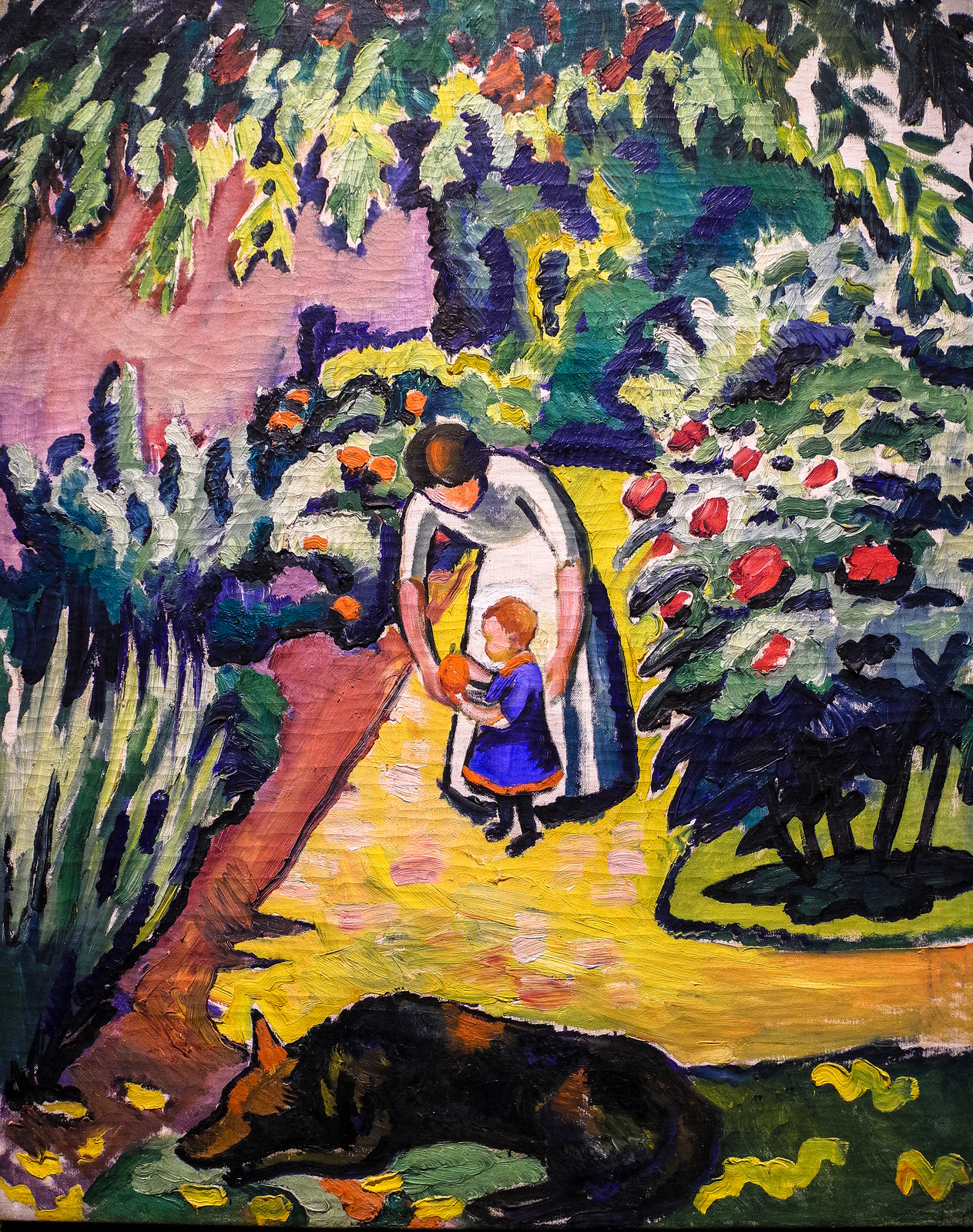
Im Garten (Elisabeth und Wolf) (cirka 1911).